# 2MASS J1119–1137
Coordenadas:  11h 19m 32.543s, −11° 37′ 46.70″
2MASS J1119–1137 o 2MASS J11193254–1137466 (AB) es un planeta interestelar binario del tipo gigante gaseoso donde el sistema es hasta ocho veces más masivo que Júpiter y se encuentra a unos 86±23 años luz de la Tierra y tiene una edad de alrededor de 10 millones de años. El planeta corresponde a la asociación estelar de TW Hydrae.
En noviembre de 2016 y marzo de 2017, 2MASS J1119-1137 fue fotografiado por el telescopio Keck II con técnica de óptica adaptativa, que reveló su binaridad. La separación angular de componentes es 0.13788 ± 0.00034 segundos de arco (que corresponde a la separación proyectada lineal 3.6 ± 0.9 a.u.). Sus magnitudes estelares son más o menos iguales. La masa total del sistema se estima en 7.4 +2,5
-1,9  masas de Júpiter. Su luminosidad bolométrica total es de aproximadamente 0.00004 unidades solares. El período orbital estimado es 90 +80
-50 años